# Louvin Brothers

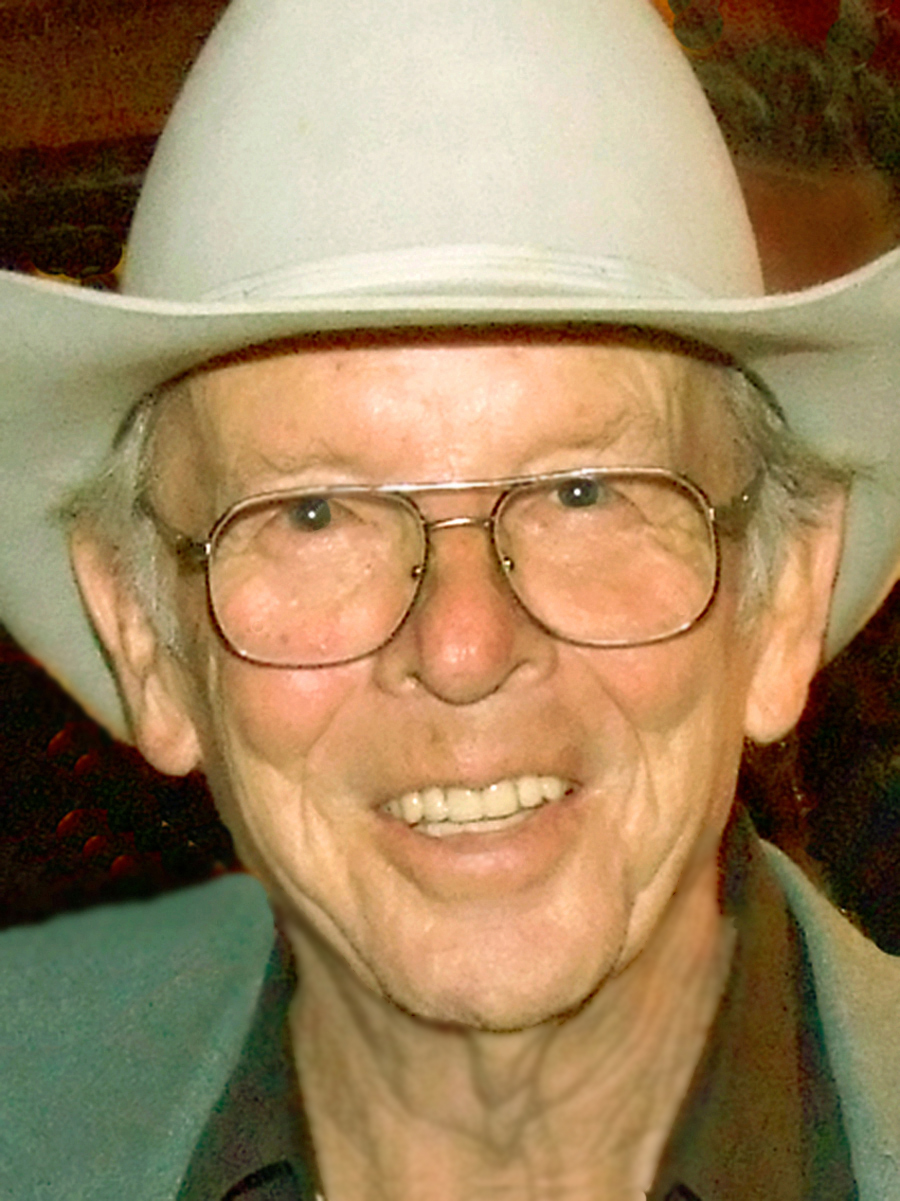
Charlie Louvin (2008)

Die Louvin Brothers waren ein aus Charles (Charlie) Louvin (* 7. Juli 1927 als Charles Loudermilk in Rainsville, Alabama; † 26. Januar 2011) und Ira Louvin (* 21. April 1924 als Ira Loudermilk; † 20. Juni 1965) bestehendes Duo der Gospel- und Country-Musik, das von Mitte der 1950er Jahre bis zur Trennung 1963 Close-Harmony-Gesang bot.

## Leben

### Anfänge
Ira und Charles Loudermilk wuchsen in ärmlichen Verhältnissen auf einer Farm in den Appalachen auf. Seit frühester Kindheit mussten sie auf den Feldern arbeiten. Eine der wenigen Ablenkungen vom harten Leben war die Musik. Sie lernten Gitarrespielen und gewannen als Teenager einen Talentwettbewerb, der ihnen einen täglichen Auftritt in einer Radioshow ermöglichte. Bald kamen Engagements in lokalen Clubs hinzu.
Anfang der 1940er Jahre wurde Charles für kurze Zeit zum Militär eingezogen. Ira schloss sich währenddessen der Band von Charlie Monroe an (die Monroe Brothers, die als Vorläufer der Louvins gelten, hatten sich einige Jahre vorher getrennt). Nach Ende von Charles’ Armeedienst arbeiteten sie beim Radiosender WNOX in Knoxville, Tennessee. Nachdem der einflussreiche Songwriter Fred Rose sich für sie eingesetzt hatte, nahmen sie 1947 für das Decca-Label eine Single auf. Da ihnen der Name „Loudermilk“ als unpassend für eine Karriere im Musikgeschäft erschien, traten sie von diesem Zeitpunkt an als „Louvin Brothers“ auf.

### Karriere
1951 wurden sie vom MGM-Label unter Vertrag genommen und es wurden zwölf Singles produziert. Nach zwei Jahren wurde der Vertrag aufgelöst und das Brüderpaar musste als Postangestellte arbeiten. Fred Rose ermöglichte 1952 einen Schallplattenvertrag mit dem Capitol-Label. Hier wurden die Brüder von Ken Nelson betreut, der ihr Potenzial erkannte und zu verwerten wusste. Allerdings kam es nach der ersten veröffentlichten Single zu einer Karriere-Pause, als Charles anlässlich des Koreakrieges erneut zum Militär eingezogen wurde.
Nach ihrer Wiedervereinigung war wieder eine längere Durststrecke zu überwinden. Ihr Produzent Ken Nelson schaffte es schließlich, sie 1955 bei der Grand Ole Opry unterzubringen. Im selben Jahr gelangte ihr selbst geschriebener Song When I Stop Dreaming in die Top 10. Hatten die Louvin Brothers bisher überwiegend Gospel-Musik gespielt, bevorzugten sie jetzt Country, ohne allerdings die christliche Musik ganz aufzugeben. Zum Markenzeichen wurde ihr Close-Harmony-Gesang verbunden mit der sehr hohen Tenorlage Iras. Den akustischen Hintergrund bildeten Gitarre und Mandoline.
Die Louvins konnten bald weitere Singles in den Charts platzieren, wie 1956 Hoping You Are Hoping oder 1959 My Baby's Gone. In diesen Jahren dominierte allerdings der Rock ’n’ Roll; klassische Duos waren kaum noch gefragt. Mit den Everly Brothers waren zudem jüngere Konkurrenten aufgetaucht. Neben dem zunehmend schwieriger werdenden Umfeld gab es private Probleme. Die Brüder stritten sich häufig, Ira wurde zum Alkoholiker. 1963 kam es zur Trennung. Beide blieben beim Capitol-Label, um solo weiterzuarbeiten. Charles Louvin war noch lange Jahre erfolgreich; Ira starb zwei Jahre nach der Trennung zusammen mit seiner vierten Frau bei einem Autounfall.
Die Louvin Brothers haben insgesamt mehr als 500 Songs komponiert. 1979 wurden sie in die Nashville Songwriters Hall of Fame aufgenommen. Im Jahr 2001 erhielten sie die höchste Auszeichnung der Country-Musik: Sie wurden in die Country Music Hall of Fame gewählt. Im Juli 2010 wurde bekannt, dass Charlie Louvin an Bauchspeicheldrüsenkrebs erkrankt ist.

## Nachwirken
Die Byrds mit Gram Parsons – und wohl auf seine Initiative hin – nahmen auf ihrer Platte Sweetheart of the Rodeo eine Coverversion des Louvin-Brothers-Liedes The Christian Life auf.
Bob Dylan zählt, wie er in einem Interview mit Bono im Jahr 1984 erwähnte, die Louvin Brothers zu seinen Einflüssen.

## Diskografie

### Alben
- 1956: Tragic Songs of Life (Capitol)
- 1957: The Louvin Brothers (MGM)
- 1957: Nearer My God to Thee (Capitol)
- 1958: Ira & Charlie (Capitol)
- 1958: The Family Who Prays (Capitol)
- 1959: Country Love Ballads (Capitol)
- 1960: Satan Is Real (Capitol)
- 1960: My Baby's Gone (Capitol)
- 1960: A Tribute to the Delmore Brothers (Capitol)
- 1961: Encore (Capitol)
- 1961: Country Christmas with the Louvin Brothers (Capitol)
- 1962: Weapon Of Prayer (Capitol)
- 1963: Keep Your Eyes on Jesus (Capitol)
- 1964: The Louvin Brothers Sing & Play Their Current Hits (Capitol)
- 1965: Thank God for My Christian Home (Capitol)
- 1965: The Unforgettable Ira Louvin (Capitol)
- 1966: Two Different Worlds (Tower)
- 1967: The Louvin Brothers Sing the Great Roy Acuff Songs (Capitol)
- 1968: Country Heart & Soul (Tower)
- 1973: The Great Gospel Singing of the Louvin Brothers (Capitol)
- 1989: Sing Their Hearts Out (See for Miles) (Capitol)
- 2009: 1953-1956 (Warped Records)
- 2010: Charlie Louvin: Hickory Wind: Live at Gram Parsons Guitar Pull, Waycross GA (Tompkins Square)